# Gertrude Abercrombie
Gertrude Abercrombie (17 de febrer de 1909, Austin - 3 de juliol de 1977, Chicago) fou una artista pintora americana, actualment adscrita al corrent surrealista. Coneguda com «la reina dels artistes bohemis», fou una figura clau del món cultural del Chicago dels anys trenta i quaranta del segle xx. L'artista s'interessà per l'escena del jazz de Chicago, fou propera a músics com Dizzy Gillespie, Charlie Parker i Sarah Vaughan, i la seva música inspirà el seu propi treball creatiu.

## Biografia
Originària de Texas, Gertrude Abercrombie era filla de Tom i Lula Janes Abercrombie, tots dos cantants d'òpera ambulants que es trobaven a Austin el dia del naixement de Gertrude. L'any 1913, la família es traslladà a Berlín per tal d'impulsar la carrera artística de Lula Janes Abercrombie, però el començament de la Primera Guerra Mundial els empenyé altre cop als Estats Units. S'instal·laren aleshores a Aledo, Illinois, abans d'anar definitivament a Chicago, l'any 1916. Fou educada segons els principis de la ciència cristiana.
L'any 1929 Gertrude Abercrombie es llicenci en llengües romàniques a la Universitat d'Illinois. Després d'haver estudiat dibuix a l'Institut d'Art de Chicago, seguí un curs d'un any en art comercial a l'American Academy of Art de Chicago. Començà llavors a dibuixar per a la publicitat dels Grans magatzems Mesirow. I treballà també breument com a artista visual per a la companyia Sears.
El 1940 es va casar amb l'advocat Robert Livingston i el 1942 va tenir la seva filla Dinah. El 1948 la parella es va divorciar. El mateix any es va tornar a casar amb el crític musical Frank Sandiford i el músic Dizzy Gillespie estigué convidat a actuar durant la vetllada. La parella reivindicava un estil de vida bohemi i gaudia de l'escena del jazz de Chicago. Coneixien molts músics i Gertrude Abercrombie també destacava com a pianista d'improvisació. La parella es va separar el 1964.
Al final dels anys 1950, l'estat de salut de Gertrude Abercrombie es deteriorà a causa de problemes financers, l'alcoholisme i l'artritis, va necessitar una cadira de rodes i feia una vida molt solitària. Després de 1959, la seva producció disminuí i moria el 3 de juliol de 1977 a Chicago.

## Carrera artística

### Reina de la bohèmia artística
El 1933, Gertrude Abercrombie va fer la seva primera venda en una fira d'art a l'aire lliure celebrada a Chicago. Rebé una menció honorífica al diari local que cobria l'esdeveniment. A mitjans de la dècada de 1930 va marxar de casa i es va fer molt activa en l'escena artística regional. El 1934, la Societat d'Artistes de Chicago va organitzar una exposició personal de la seva obra. Durant les dècades de 1930 i 1940 també va començar a practicar el gravat en fusta.

### Temàtica pictòrica

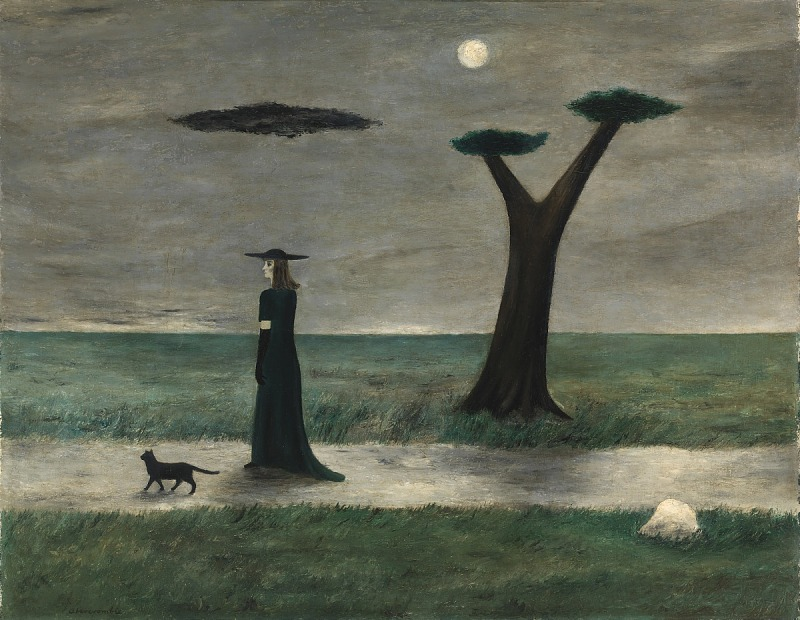
El passeig, 1943, oli sobre tauler de fibra, Smithsonian American Art Museum

Gertrude Abercrombie va pintar moltes variants dels seus temes predilectes: interiors poc moblats, paisatges nus i desolats, autoretrats amb llunes, i naturaleses mortes, amb gats, mobles senzills, portes, quadres i colors freds. Moltes composicions presenten una dona solitària vestida amb un vestit fluid, sovint representada amb atributs de bruixeria: un mussol, un gat negre, una bola de cristall o una escombra. Aquestes obres són sovint autoretrats. Alta i forta, es tenia per una dona lletja, i de vegades es posava un barret punxegut de vellut per accentuar la seva aparença de bruixa, aprofitant el poder que aquest artifici li conferia sobre els que la temien o es revoltarien contra ella. Les dècades de 1940 i 1950 es descriuen com el seu període més prolífic i productiu. Una època en què ja no pintava gaires retrats, però conservava els temes esmentats més amunt.
Les anomenades obres madures de Gertrude Abercrombie estan pintades amb un estil precís i controlat. S'interessà poc per l'obra d'altres artistes, tot i que admirava René Magritte. De formació autodidacta, la pintora no considerà mai un obstacle la seva falta de formació aprofundida: “No m'interessen les coses complicades ni els llocs comuns. M'agrada i vull pintar coses senzilles, una mica estranyes. El meu treball prové directament de la meva consciència interior i ha de venir fàcilment. És un procés de selecció i reducció".
El seu treball va evolucionar per integrar el seu amor pel jazz, inspirat per les festes i les jam-sessions que organitzava a casa seva, una enorme casa victoriana de Hyde Park, el saló cultural més interessant de la ciutat. Músics com Sonny Rollins, Max Roach, Jackie Cain i el Modern Jazz Quartet constituïen el seu cercle d'amics propers. Per a Dizzy Gillespie «Gertrude Abercrombie ha captat l'essència de la nostra música i l'ha transportada a una altra forma d'art».

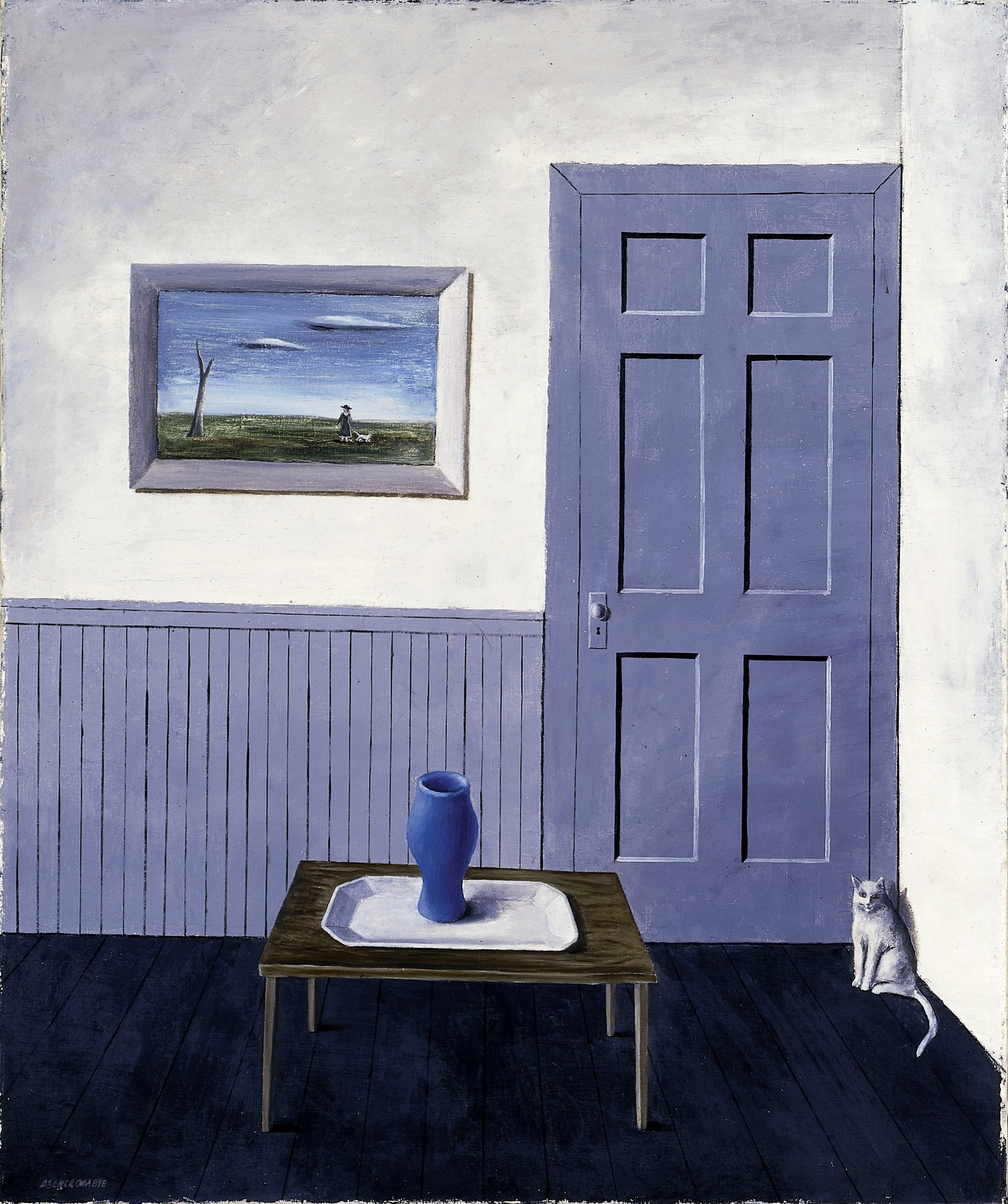
Gat blanc, 1935-1938, oli sobre llenç, Smithsonian American Art Museum

## Col·leccions notables
- Ackland Art Museum, Chapel Hill, Carolina del Nord
- Institut d'art de Chicago, Chicago, Illinois
- Illinois State Museum, Springfield, Illinois
- Museu de les arts i de les ciències Lakeview, Peoria, Illinois
- Museu d'art contemporani de Madison, Madison, Wisconsin
- Museu d'art de Milwaukee, Milwaukee, Wisconsin
- Museu d'art contemporani, Chicago, Illinois
- Museu d'art americà Smithsonian, Washington, D.C.
- Universitat Western Illinois, Macomb, Illinois

## Reconeixement
L'any 2012, les obres de Gertrude Abercrombie formaren part de l'exposició In Wonderland: The Surrealist Adventures of Women Artists in Mexico and the United States, proposada al museu d'art del comtat de Los Angeles.
L'últim any de la seva vida es va fer una important retrospectiva de la seva obra al Hyde Park Art Center.
L'any 2018, la Galeria Karma de Nova York va rescatar la seva obra injustament oblidada i va organitzar una retrospectiva que reintroduí la seva pintura en els circuits artístics internacionals, a la qual seguiren altres exposicions en altres grans museus.

## Recreacions i memòria
En el si del cercle avantguardista i de l'escena del jazz de Chicago, Gertrude Abercrombie esdevingué la font d'inspiració de la cançó Gertrude's Bounce, del pianista Richie Powell, que afirmava que caminava «exactament com el so del ritme a la introducció».
L'artista apareix en el seu propi paper a l'obra Gertrude of Stony Island Avenue, de James Prudy, i inspirà un personatge de ficció a Malcolm, Eustace Chisholm, del mateix autor.
Com s'establia en el seu testament, després de la seva mort es va crear la fundació Gertrude Abercrombie amb l'objectiu de distribuir la seva obra, així com la d'altres artistes les obres dels quals eren propietat seva en institucions culturals de tot l'Oest Mitjà.